# 蕭穎達
蕭 穎達（しょう えいだつ、477年 - 510年）は、南朝斉から梁にかけての軍人。本貫は南蘭陵郡蘭陵県。

## 経歴
斉の光禄大夫の蕭赤斧の五男として生まれた。斉の建武末年に兄の蕭穎冑が行荊州事となると、穎達も西中郎外兵参軍となって、ともに江陵に駐屯した。永元2年（500年）10月、東昏侯が劉山陽を巴西郡太守として派遣し、蕭穎冑に雍州刺史の蕭衍を討つよう命じる密勅を送った。ときに蕭衍は襄陽で起兵を準備しており、蕭穎冑のもとに王天虎を派遣して説得していた。劉山陽が荊州にやってきたが、怪しんで入城しようとしなかった。蕭穎冑は部下の席闡文や柳忱を夜中に呼んで向後を協議した。席闡文は劉山陽を斬り、蕭衍とともに起兵し、荊州刺史の南康王蕭宝融を帝に擁立するよう提案した。柳忱もまたこの案を勧めたので、穎達はこれに「善し」といい、蕭穎冑も同意した。蕭穎冑が王天虎を斬って劉山陽に示すと、劉山陽は喜んで数百人ほどで江陵にやってきた。席闡文が門に兵を伏せており、劉山陽が門を越えるやいなや捕らえて斬り、その首級を蕭衍に届けた。南康王擁立の議論を伝えると、蕭衍もこれに同意した。
中興元年（501年）3月、和帝（蕭宝融）が即位すると、穎達は冠軍将軍となった。穎達は楊公則らとともに軍を率いて蕭衍の東征に従った。蕭衍が郢城を包囲すると、穎達は漢口で軍を合流させ、王茂や曹景宗らとともに郢城を攻撃して陥落させた。蕭衍が江州に進軍すると、穎達は曹景宗とともに先鋒として江寧に進撃し、東昏侯麾下の将軍の李居士を破り、さらに東城を下した。蕭衍が建康城を平定すると、穎達は前将軍・丹陽尹となった。
天監元年（502年）、梁の武帝（蕭衍）が即位すると、穎達は散騎常侍の位を加えられた。公務中の事件のために免官されたが、論功行賞により呉昌県侯に封じられた。ほどなく侍中となり、作唐県侯に改封された。後に征虜将軍・太子左衛率に転じた。衛尉卿となり、信威将軍・豫章郡内史として出向したが、不満を顕わにしていた。華林の宴に招かれたが、酒を勧めた沈約を「老鼠」と罵って、満座を驚愕させた。武帝が「汝は我が家の阿五である」といってたしなめると、穎達は泣きじゃくった。使持節・都督江州諸軍事・江州刺史となって赴任したが、酒に呑んだくれて州の事務を見なかった。ほどなく召還されて通直散騎常侍・右驍騎将軍の位を受けた。御史中丞の任昉によって収賄や横領を弾劾されたが、武帝は穎達の非行に対して寛容であった。
天監9年（510年）、信威将軍・右衛将軍に転じた。この年のうちに死去。享年は34。侍中・中衛将軍の位を追贈された。諡は康といった。

## 子女
- 蕭敏（後嗣、新安郡太守、雉射ちを好み、後に弓張りで腰を傷めて死去した）
- 蕭斅（七男、魏興郡太守、梁州長史）

## 伝記資料
- 『梁書』巻10 列伝第4
- 『南史』巻41 列伝第31